# Operacija Grapple
Operacija Grapple ili prevedeno na hrv. operacija Grabež je bio kodni naziv korišten za pokrivanje obrambenih operacija Ujedinjenog Kraljevstva kao potpore mirovnim misijama UN-a u bivšoj SFRJ uključujući raspoređivanje britanskih snaga u Bosni i Hercegovini i Hrvatskoj od listopada 1992. do prosinca 1995. u sklopu Zaštitnih snaga Ujedinjenih naroda (UNPROFOR). UNPROFOR je na kraju mirovnu misiju u BiH predao 1995. godine NATO-ovim implementacijskim snagama(IFOR). Britansko sudjelovanje u IFOR-u nazvano je Operacija Resolute; cijela misija NATO-a zvala se Operacija Joint Endeavour. Misija IFOR-a trajala je otprilike godinu dana, nakon što je prešla u Stabilizacijske snage u Bosni i Hercegovini (SFOR). 
Ujedinjeno Kraljevstvo je izvorno rasporedilo stožer kompaktnog vojnog stožera sa sjedištem u napuštenom objektu za obavještajnu obuku bivše JNA u Divuljama. Glavne manevarske snage bile su borbena grupa pješaštva (sa sjedištem u Bosni i Hercegovini); uz potporu oklopne izvidničke eskadrile, eskadrile borbenih inženjera i postrojbe logističke potpore. U vojarni Divulje nalazio se i odred postrojbe Fleet Air Arm Sea King s helikopterima (u sastavu 845. i 846. mornaričkih zračnih eskadrila). Neke od lokacija britanskih jedinica bile su vrlo izolirane u BiH u područjima niske razine sigurnosti, kao što je baza Royal Engineers u Camp Redoubtu na posebno brdovitom dijelu glavnog opskrbnog puta prema Vitezu.
Ujedinjeno Kraljevstvo pristalo je pridružiti se snagama UN-a za zaštitu humanitarnih konvoja u BiH, kao dio UNPROFOR-a. Prvi britanski bataljun (nazvan BRITBAT) bio je Cheshire Regiment koji je kroz hrvatsku luku u Splitu sa svojim oklopnim vozilima krenuo u BiH te se utaborio na periferiji grada Viteza u Lašvanskoj dolini. BRITBAT je imao operativne baze u Gornjem Vakufu i Tuzli, a u Tomislavgradu je bila i britanska logistička baza. Britanski kontingent proširen je dodavanjem još jedne bataljunske skupine u ožujku 1994. godine. U samom početku je prvi britanski bataljun (BRITBAT) u Bosni i Hercegovini pratio niz kontroverzi, a njegov zapovjednik potpukovnik Bob Stewart čak je i javno izgubio prisebnost i nepristranost nakon što je njegova postrojba otkrila pokolj u Ahmićima tijekom sukoba između bosanskohercegovačkih Hrvata i Bošnjaka.